# Керр Сміт
Керр Сміт (нар. 9 березня 1972, Екстон, Пенсільванія США) — американський актор, добре відомий своєю участю в ролях Джека Макфі в серіалі «Затока Доусона» (1998—2003),  «Пункт призначення» (2000), Кайла Броуді в серіалі «Усі жінки — відьми» (2004—2005), Роберт Куїнн у серіалі «Фостери» (2014—2018), Містер Хані у серіалі «Рівердейл»

## Ранні роки
Керр Сміт народився в передмісті Екстон (неподалік від Філадельфії) окружного центру Вест-Честер округу Честер штату Пенсільванія США. Його батько працював фінансовим консультантом. Початкову школу Сміт закінчив у рідному місті, закінчив молодшу середню школу ім. Пієрса, а старшу середню (9-12 класи), ім. Гендерсона, — в окружному місті Вест-Честер 1990 року. Відтак вступив до Вермонтського університету.
Керр Сміт має ступінь бакалавра за спеціальністю «бізнес-адміністрація».
Його ім'я Керр — дошлюбне прізвище його бабусі.

## Акторська кар'єра
Перший акторський досвід Сміта — маленька роль у фільмі «Дванадцять мавп» разом зі своєю матір'ю, що вийшов на екрани 1995 року. Сцена з Керром була вирізана, проте сцена, де бере участь його мати, залишилась. Після цього акторського досвіду Керр вирішив кинути все сили на акторську кар'єру. Через рік Керр Сміт дістає невелику роль в американському телесеріалі «Як обертається світ». У серіалі «Затока Доусона» (з 1998 по 2003 року, в 5 сезонах, 112 епізодах) К. Сміт зіграв одну з головних ролей, Джека Макфі, що з'являється в другому сезоні 16-річним учнем, який поволі усвідомлює, що він — гей. Поцілунок Керра Сміта з Адамом Кауфманом в епізоді «Справжнє кохання» (сезон 3 епізод 23) був першим в історії американського телебачення гей-поцілунком. У 2000 році Сміт знімався в фільмі «Пункт призначення», де виконав одну з головних ролей. Також він брав участь у зніманні 7 сезону телесеріалу «Усі жінки — відьми», де зіграв роль Кайла Броуді — федерального агента, закоханого в одну з головних героїнь фільму, Пейдж Метьюс, якого в кінці вбивають й він стає ангелом-охоронцем. На тепер Керр Сміт знімається в новому американському телесеріалі «Життя непередбачуване».
Відповідно до відомостей, опублікованих на Internet Movie Database, найбільшій й світі інтернетбазі даних про кінематограф, Керр Сміт зіграв ролі в 27 фільмах кіно й серіалах телебачення (до 2012 року).

## Особисте життя
7 червня 2003 року Керр Сміт одружився з акторкою Гармоні Еверетт (англ. Harmoni Everett) у місті Палм-Спрінгс, штат Каліфорнія США, з якою познайомився 2000 року в місті Ванкувер, Канада. Вона — професійний фотограф й акторка, яка зіграла в кількох фільмах, серед них у восьмій серії п'ятого сезону серіалу «Поза межами можливого». 20 березня 2009 року К. Сміт подав заяву на розлучення після шести років шлюбу, а 30 жовтня 2009 року дістав розлучення.
Керр Сміт має собаку на прізвисько Пат. Керр — любитель комп'ютерів. У його домі три комп'ютера.
У великому курортному місті Парк-Сіті, штат Юта США, місці проведення міжнародного кінофестивалю Санденс, Керра має будинок, який він і його родина використовують під час відпусток, займаючись лижним спортом.

## Фільмографія
| Кіно        | Кіно                                      | Кіно                                      | Кіно                        | Кіно                        |
| Рік         | Назва                                     | Оригінальна назва                         | Роль                        | Примітки                    |
| ----------- | ----------------------------------------- | ----------------------------------------- | --------------------------- | --------------------------- |
| 1999        |                                           | Hit and Runway                            | Joey Worciuekowski          |                             |
| 1999        | Ясні дні в пеклі                          | Lucid Days in Hell                        | Келлі                       | Інша назва: Kiss & Tell     |
| 2000        | Клуб розбитих сердець: Романтична комедія | The Broken Hearts Club: A Romantic Comedy | Катчер                      |                             |
| 2000        | «Пункт призначення»                       | Final Destination                         | Картер Гортон               |                             |
| 2001        | Ніч вампірів                              | The Forsaken                              | Шон                         |                             |
| 2002        | Тиск                                      | Pressure                                  | Стів Гіллман                |                             |
| 2004        | Жорстокі ігри 3                           | Cruel Intentions 3                        | Джейсон Аргайл              |                             |
| 2004        |                                           | Road Kill                                 | Джейсон                     | Корткометражний фільм       |
| 2009        | Мій кривавий Валентин                     | My Bloody Valentine 3D                    | Аксель Палмер               |                             |
| Телебачення |                                           |                                           |                             |                             |
| Рік         | Назва                                     | Оригінальна назва                         | Роль                        | Примітки                    |
| 1996—1997   | Як обертається світ                       | As the World Turns                        | Тедді Еллісон 'Райдер' Х'юз | 24 епізодів                 |
| 1998        | Рятівники Малібу                          | Baywatch                                  | Шон                         | Епізод: The Natural         |
| 1998—2003   | Затока Доусона                            | Dawson's Creek                            | Джек Макфі                  | 113 епізодів                |
| 2000        | CSI: Місце злочину                        | CSI: Crime Scene Investigation            |                             | Епізод: Blood Drops         |
| 2002        | «Поза межами можливого»                   | The Outer Limits                          | Зак Барнем                  | Епізод: The Tipping Point   |
| 2003        |                                           | Critical Assembly                         | Боббі Деймон                | Телефільм                   |
| 2003        | Міс Матч                                  | Miss Match                                | Санта Клаус                 | Епізод: Santa, Baby         |
| 2004        | Срібне озеро                              | Silver Lake                               | Денніс Паттерсон            | Пілот                       |
| 2004—2005   | Усі жінки — відьми                        | Charmed                                   | Кайл Броуді                 | 10 епізодів                 |
| 2005        | Місце злочину: Маямі                      | CSI: Miami                                | Меттью Волтон               | Епізод: Game Over           |
| 2005        |                                           | The Closer                                | Блейк Роулінгс              | Епізод: Batter Up           |
| 2005—2006   | Остання межа                              | E-Ring                                    | Капітан Роберт Вілкерсон    | 16 епізодів                 |
| 2006—2007   | Правосуддя                                | Justice                                   | Том Ніколсон                | 13 епізодів                 |
| 2007        | Місце злочину: Нью-Йорк                   | CSI: NY                                   | Ендрю Бедфорд               | 4 епізоди                   |
| 2008—2009   | Ілай Стоун                                | Eli Stone                                 | Пол Роллінз                 | 5 епізодів                  |
| 2009        | Забуті                                    | The Forgotten                             | Патрік Дент                 | Епізод: Diamond Jane        |
| 2010—2011   | Життя непередбачуване                     | Life Unexpected                           | Раян Томас                  | 26 епізодів                 |
| 2011        | Морська поліція: Спецпідрозділ            | NCIS                                      | Йонас Кобб                  |                             |
| 2013        |                                           | An American Girl: Saige Paints the Sky    | Девід Коупленд              | Телефільм                   |
| 2014—2018   | Фостери                                   | The Fosters                               | Роберт Куїнн                | Періодична роль 17 епізодів |
| 2014        | Мислити як злочинець                      | Criminal Minds                            | Френк Коулс                 | 1 епізод                    |
| 2015        | Сталкер                                   | Stalker                                   | Джон Бордо                  | 1 епізода                   |
| 2016        | Агенти Щ.И.Т.                             | Agents Of Shields                         | Джозеф Байєр                | Періодична роль 3 епізоди   |
| 2018        | Морська поліція: Лос-Анджелес             | NSCI: Lis Angeles                         | Девід Росс                  | 2 епізоди                   |
| 2019—2020   | Рівердейл                                 | Riverdale                                 | Містер Хані                 |                             |